# Casiopea
Casiopea (jap. カシオペア, Kashiopea) ist eine japanische Jazz-Fusion-Band, die 1976 gegründet wurde.

## Geschichte
Casiopea wurde 1976 von dem Gitarristen Issei Noro und dem Bassisten Tetsuo Sakurai gegründet. 1977 stießen Keyboarder Minoru Mukaiya und Schlagzeuger Takashi Sasaki zur Gruppe. Ihr erstes Album hieß Casiopea (1979), auf dem auch die Gastmusiker Randy Brecker und Michael Brecker zu hören waren. 1980 ersetzte Akira Jimbo den Schlagzeuger Takashi.
Das Album Eyes of the Mind wurde 1981 in den Vereinigten Staaten veröffentlicht. Danach erschien 1982 das Album Mint Jams, gefolgt von Four by Four, das eine Zusammenarbeit mit den Mitgliedern Lee Ritenour, Harvey Mason, Nathan East und Don Grusin von Fourplay war. Ihr erstes Überseekonzert gaben sie 1983 in England. Die Gruppe tourte seitdem durch Europa, Südamerika, Australien und Südostasien.
1989 verließen Akira Jimbo und Tetsuo Sakurai auf Grund interner Differenzen die Band um eigene musikalische Wege zu beschreiten. Später formten sie das Duo Jimsaku. Sie wurden durch Yoshihiro Naruse (Bass) und Masaaki Hiyama (Schlagzeug) ersetzt.
1993 veränderte sich die Mitgliederkonstellation erneut: Noriaki Kumagai ersetzte Masaaki am Schlagzeug. 1997 kam dann Akira Jimbo zurück zu Casiopea. Zwar wurde er nicht als Mitglied der Band geführt, sondern nur als „Supporting Act“, trotzdem trat der Schlagzeuger mit Casiopea auf. Zuletzt auch mit Synchronized DNA u. a. auf dem Album Signal (2005).
Am 1. August 2006 entschied Bandleader Issei Noro, alle Aktivitäten der Band bis auf weiteres einzufrieren. Im Jahr 2012 reaktivierte er Casiopea als Casiopea 3rd – der dritten Phase der Bandgeschichte. 2022 folgte durch erneute Umbesetzung Casiopea P4 als 4. Iteration. Schlagzeuger Akira Jimbo verließ die Gruppe und Yoshinori Imai stieß hinzu.
Neben über 20 Alben sind auch diverse Sampler- und Best-of-Zusammenstellungen erschienen.

## Diskografie

### Studioalben
Casiopea 1st
- Casiopea (1979)
- Super Flight (1979)
- Make Up City (1980)
- Eyes of the Mind (1981)
- Cross Point (1981)
- 4x4 (1982)
- Photographs (1983)
- Jive Jive (1983)
- The Soundgraphy (1984)
- Down Upbeat (1984)
- Halle (1985)
- Sun Sun (1986)
- Platinum (1987)
- Euphony (1988)

Casiopea 2nd
- The Party (1990)
- Full Colors (1991)
- Active (1992)
- Dramatic (1993)
- Answers (1994)
- Hearty Notes (1994)
- Asian Dreamer (1994)
- Freshness (1995)
- Flowers (1996)
- Light and Shadows (1997)
- Be (1998)
- Material (1999)
- Bitter Sweet (2000)
- Main Gate (2001)
- Inspire (2002)
- Places (2003)
- Marble (2004)
- Signal (2005)

Casiopea 3rd
- Ta·Ma·Te·Box (2013)
- A·So·Bo (2015)
- I·Bu·Ki (2016)
- A·ka·ri (2018)
- Panspermia (2019)

Casiopea-P4
- New Topics (2022)
- Right Now (2024)

### Livealben
- Thunder Live (1980)
- Mint Jams (1982)
- Casiopea Live (1985)
- Perfect Live II (1987)
- Casiopea World Live ’88 (1988)
- We Want More (1992)
- Made in Melbourne (1994)
- Live Anthology Fine (1994)
- Work out (1995)
- Live Anthology Fine 2 (1995)
- 20th (2000)
- Casiopea vs. The Square Live (2004)
- Gig25 (2005)
- Groove & Passion (2006)
- Recorded Live and Best – Early Alfa Years (2012)
- Live Liftoff 2012 (2013)
- TA・MA・TE・Box Tour – Casiopea 35th Anniversary Live CD (2014)
- A・SO・N・DA – Live CD (2016)
- 4010 Live CD (2018)
- Celebrate 40th Live CD (2020)
- New Beginning Live CD (2023)

## Internetradio
Es gibt ein Internetradio namens Nonstop Casiopea, das 2016 von Fans gegründet wurde.